# Gaspar da Encarnação
Frei ("brat" – zakonnik) Gaspar da Encarnação (ur. 1685, zm. 1752) – portugalski polityk z XVIII wieku.
Był absolwentem uniwersytetu w Coimbrze, gdzie doktoryzował się z prawa kanonicznego. Od 1710 roku był rektorem tej uczelni. Pięć lat później pojechał do Lizbony by wstąpić do klasztoru franciszkanów w Varatojo, co nastąpiło 20 czerwca 1715 roku.
Po śmierci kardynała da Mota (1747) miał ogromne wpływy polityczne. Pełnił funkcję pierwszego ministra Królestwa Portugalii od 1749 roku do 1 sierpnia 1750. Odszedł z urzędu ponieważ 31 lipca 1750 roku zmarł protegujący zakonnika-ministra Jan V Wielkoduszny. Nowy król Portugalii Józef I Reformator dobierał sobie ministrów zupełnie innego typu, takich jak Sebastião José de Carvalho e Melo, hrabia de Oeiras i markiz de Pombal. Dla Gaspara da Encarnação oznaczało to całkowitą utratę wpływów politycznych.